# Foro civile di Preneste
Il foro civile di Preneste (Praeneste, oggi Palestrina, in provincia di Roma) era l'antico centro della città romana e comprendeva una serie di edifici di varie epoche in corrispondenza dell'attuale piazza Regina Margherita e sotto la cattedrale di Sant'Agapito martire. Collegato al soprastante Santuario della Fortuna Primigenia, venne a lungo ritenuto una sorta di "santuario inferiore" e solo più tardi riconosciuto come foro.

## Storia e descrizione
Un grande tempio etrusco-italico del IV secolo a.C., il cui basamento è in parte conservato sotto la piazza, presso l'attuale chiesa, faceva da sfondo al complesso.

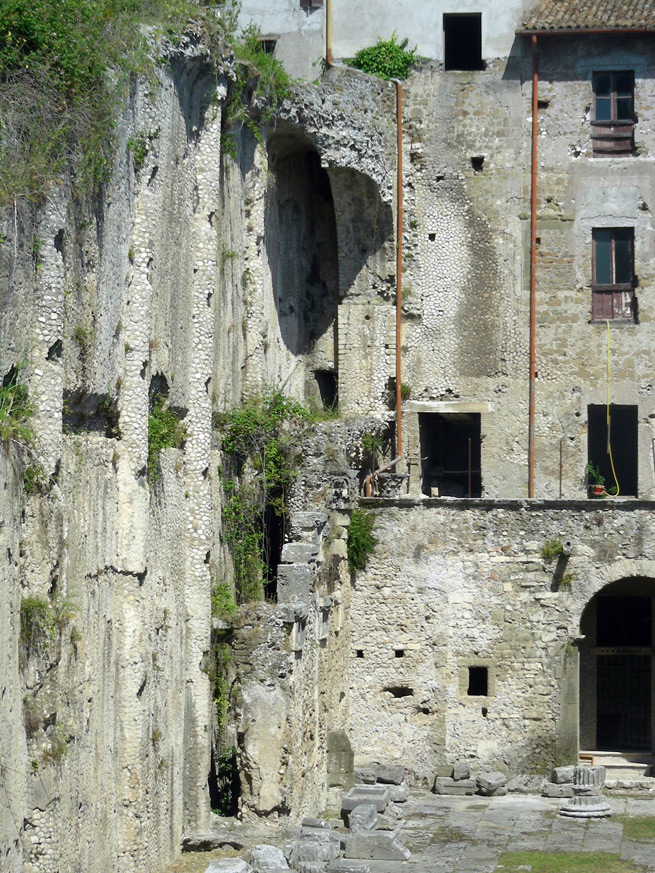
Basilica romana, interno, muro di fondo con intercapedine

L'edificio più rilevante era la basilica con interno diviso in quattro navate, quasi certamente coperte. Su quella che era la parete di fondo, separata per mezzo di un'intercapedine dal muro di terrazzamento retrostante, resta la decorazione con semicolonne che inquadrano finte finestre. Il lato anteriore era preceduto da un portico a due ordini, con colonne doriche inferiormente e corinzie superiormente, in parte inglobato nella facciata del successivo palazzo del Seminario. 

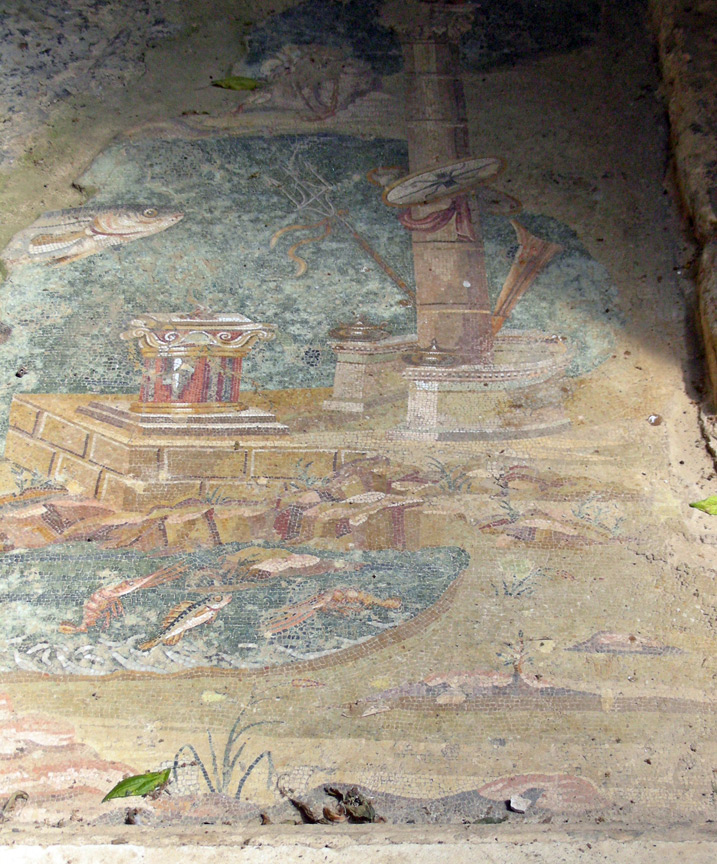
Particolare del mosaico con i pesci

Sui lati corti si aprono sulla basilica due ambienti: quello di sinistra è il cosiddetto "antro delle sorti", una grotta naturale, organizzata a ninfeo e pavimentata da un bel mosaico con pesci di epoca ellenistica. 
L'ambiente di destra era una sala con abside, caratterizzata da un podio decorato da fregio dorico sormontato da semicolonne. Non è chiara la funzione di questo secondo ambiente, forse un ninfeo gemello o forse un edificio religioso legato al santuario. In ogni caso è qui che è stato ritrovato il famoso mosaico del Nilo, oggi conservato presso il Museo archeologico nazionale prenestino, che raffigura una cartografia dell'Egitto, dalle sorgenti del fiume in Etiopia fino al delta. Nei pressi di questo ambiente sono stati ritrovati anche i frammenti di un obelisco egiziano, anch'essi conservati attualmente nel museo, per cui si è pensato che si trattasse di un iseo, cioè di un luogo di culto dedicato alla dea egizia Iside.
Il complesso civile era collegato al soprastante santuario della Fortuna Primigenia tramite una serie di scalinate laterali.
L'intero complesso della basilica e delle aule di culto con i mosaici è stato datato al II secolo a.C.